# Thank You Mr Churchill
Thank You Mr Churchill is het vijftiende studioalbum van de Engelse singer-songwriter Peter Frampton. Het album werd op 27 april 2010 uitgebracht door A&M Records. Op het album wordt Frampton bijgestaan door onder andere de Motown-groep The Funk Brothers en drummer Matt Cameron (van Pearl Jam). Cameron en Frampton werkten eerder samen voor de opnames van het album Fingerprints uit 2006. Julian Frampton, Peters zoon, werkte op Thank You Mr Churchill mee aan het nummer "Road to the Sun". Frampton vertelde op zijn website dat dit een zeer autobiografisch album is:
This album is very autobiographical" (...) "It starts with my birth, which I thank Mr. Churchill for bringing my father back from the Second World War.

## Composities
| Nr. | Titel                                                | Duur |
| --- | ---------------------------------------------------- | ---- |
| 1.  | Thank You Mr Churchill                               | 4:53 |
| 2.  | Solution                                             | 3:48 |
| 3.  | Road to the Sun (met Smoking Gun en Julian Frampton) | 5:11 |
| 4.  | I'm Due a You                                        | 5:00 |
| 5.  | Vaudeville Nanna and the Banjolele                   |      |
| 6.  | Asleep at the Wheel                                  | 6:49 |
| 7.  | Suite: Liberte                                       | 7:28 |
| 8.  | Restraint                                            | 3:41 |
| 9.  | I Want It Back                                       | 4:39 |
| 10. | Invisible Man                                        | 4:49 |
| 11. | Black Ice                                            | 4:48 |